# Сариган
Сариган (англ. Sarigan) — остров в архипелаге Марианские острова в Тихом океане. Принадлежит Северным Марианским Островам и входит в состав муниципалитета Северные острова.

## География

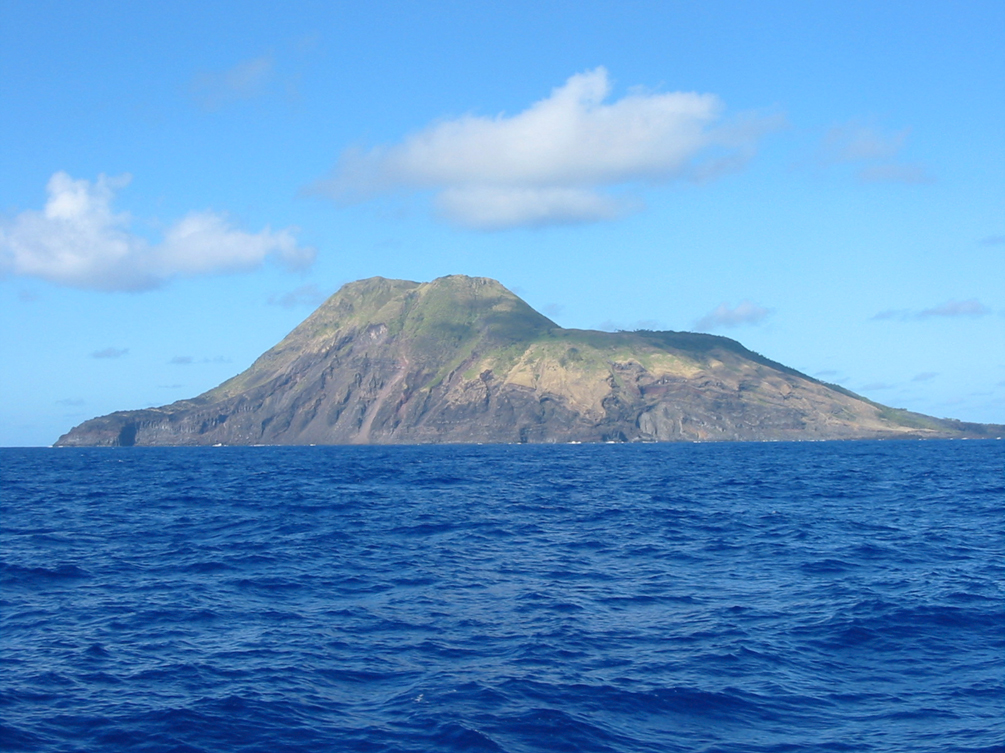
Вид на остров с океана

Остров Сариган расположен в центральной части архипелага Марианские острова. Омывается водами Тихого океана. В 37 км к юго-западу от острова расположен остров Анатахан, в 64 км к югу — остров Гугуан. Ближайший материк, Азия, находится в 2700 км.
Остров Сариган, как и другие Марианские острова, имеет вулканическое происхождение и представляет собой вулканический конус, приуроченный к вершине подводного стратовулкана. На вершине вулкана расположен кратер, ширина которого составляет 750 м. По форме остров напоминает треугольник. Рельеф Саригана гористый с крутыми склонами и глубокими ущельями. Длина острова составляет около 2,75 км, ширина — 1,2 км. Высшая точка Саригана достигает 549 м. Площадь острова составляет 4,97 км².
Климат влажный тропический. Остров подвержен вулканическим извержениям и циклонам.
В ущельях острова расположились тропические леса, а на верхних склонах — луга мискантуса.

## История
Европейским первооткрывателем острова стал испанец, католический миссионер Диего Луис де Санвиторес (исп. Diego Luis de Sanvitores), открывший Сариган в 1669 году. Остров впоследствии стал владением Испании.
12 февраля 1899 года Марианские острова были проданы Испанией Германии. В 1901 году, в ходе исследования острова, германским администратором Георгом Фрицем (нем. Georg Fritz) было найдено несколько археологических находок, предметов, принадлежавших народу чаморро. В германский период, а впоследствии в японский, на Саригане жители занимались производством копры, а германскими властями вёлся отлов местных птиц для получения перьев, которые впоследствии украшали шляпы японцев и европейцев. С 1907 года остров был частью Германской Новой Гвинеи, подчиняясь окружному офицеру Каролинских островов.
14 октября 1914 года Марианские острова были оккупированы японцами. В 1920 году над островами был установлен мандат Лиги Наций.

## Население
В 1695 году все местные жители были переселены сначала на остров Сайпан, а в 1698 году — на остров Гуам. В начале XX века на Саригане проживало несколько человек, которые занимались производством копры. В 1945 году жители были эвакуированы.
В настоящее время остров необитаем.